# Locus cerúleo
El locus cerúleo ([TA]: locus coeruleus, locus cœruleus, también llamado locus caeruleus; muchas veces abreviado como LC) es una región anatómica en el tallo cerebral involucrada en la respuesta al pánico y al estrés. Su nombre en latín significa el sitio azul, que deriva de la pigmentación ocasionada por el contenido de gránulos de melanina dentro de esta estructura, motivo por el cual también es conocido como nucleus pigmentosus ponti. Esta melanina se forma por la polimerización de la noradrenalina.
Fue descubierto en 1784 por Félix Vicq-d'Azyr, re descrita posteriormente por Johann Christian Reil en 1809 y nombrado por los hermanos Joseph Wenzel y Karl Wenzel en 1812.

## Anatomía
Es un núcleo localizado en la región gris central en la parte dorsal de la protuberancia, bajo el suelo del IV ventrículo.

## Función
El locus coeruleus está involucrado en muchos de los efectos simpáticos durante el estrés debido al incremento en la producción de noradrenalina.
Estudios recientes[¿cuándo?] identifican este núcleo como un centro clave en los procesos de vigilia.
Algunos estudios electrofisiológicos[¿quién?] sustentan que el locus coeruleus es activado por diversos estímulos estresantes y estímulos nociceptivos y también por estímulos fisiológicos como hipotensión, la hipoxia y estimulación visceral que incrementan la descarga de las neuronas de esta estructura. Cuando los modelos animales son expuestos a estrés crónicamente, produce una mayor actividad sobre las neuronas receptores del LC.
El locus coeruleus también ha sido involucrado en el trastorno por estrés postraumático y en la fisiopatología de la demencia a través de la pérdida del estímulo noradrenérgico. Científicos del Colegio de Medicina Albert Einstein de la Universidad Yeshiva (en los Estados Unidos) han propuesto una nueva teoría sobre el autismo, que sugiere que el cerebro de las personas con esta condición es estructuralmente normal, aunque desregulado, lo que significa que los síntomas de esta dolencia podrían ser reversibles ya que el autismo sería un trastorno evolutivo causado por un daño en la regulación del locus coeruleus. En su nuevo planteamiento, este equipo opina que en el autismo, el sistema LC-NA (locus coeruleus sistema noadrenérgico) está desregulado por la interrelación de factores ambientales, genéticos y epigenéticos (sustancias químicas presentes tanto dentro como fuera del genoma que regulan la expresión genética). Creen que el estrés juega un papel central en la desregulación del sistema LC-NA, especialmente en las etapas finales del desarrollo prenatal cuando el cerebro fetal es particularmente vulnerable.
El Locus coeruleus también es conocido por ser el responsable de enviar respuestas al cuerpo y estimular la función del organismo.
Un ejemplo de esto es cuando el cuerpo o el organismo de un individuo se ha acostumbrado o se ha hecho adicto a algún tipo de Sustancia o droga, este se encarga de emitir diferentes tipos de reacciones las cuales no están presentes en la función de un organismo normal.
Cuando el organismo de una persona adicta a alguna sustancia como el alcohol o droga se priva o se abstiene de ingerir una mínima dosis de la sustancia a la cual ya es adicta se presentará el síndrome de abstinencia, esto sucede porque esa pequeña parte ubicada en el tallo cerebral se estimula y a la vez se altera. el Locus coeruleus responderá enviando múltiples reacciones al organismo de la persona tales como fiebres, dolor de cabeza, escalofríos.
Una vez que una persona vuelve a ingerir una dosis de la sustancia que se ha abstenido a consumir, el Locus coeruleus al instante borrará todo síntoma y respuesta de abstinencia al organismo volviendo a la normalidad durante un periodo de 10-12 horas (tiempo en el cual aparecen nuevamente los síntomas de la persona adicta).